# إلياس النجار
إلياس حنّا فخري ويُعرف باسم إلياس النجَّار نسبة إلى مهنة والده (1903-1986)؛ شاعر بوهيمي لبناني، يُعد من بين من أهم شعراء العتابا ولد في بلدة بشري  انقطع عن الدراسة في سن مبكّرة وبدأ بالعمل كتب أوّل قصيدة بريشة القصب وهو طفل في الثامنة أو التاسعة من عمره  كانت محاولته الأولى هذه خليطًا من الشعر العامي والفصيح  غنّى أوّل أبياته في السابعة عشر من عمره يوم كان يحضر حفلة لكبار شعراء تلك الفترة في بيروت ولم يعجبه شعرهم فنهض بين الحضور وردّ على الشعراء حتّى أذهل الجمهور بشعره وسرعة بديهته.
أتقن الشعر اللبناني بألوانه المتعدّدة وبرع في فنّ الـعتابا خصوصًا وله تفنّن مدهش في إيجاد ألفاظ مشابهة وقوافي جديدة غير مستعملة رفع الـعتابا من مستوى الجناس والتقفية إلى مستوى الثقافة والأدب الهادف بشعره العفوي وفلسفته البسيطة النابعة من تجارب الحياة. عمل على صقل العتابا وتنقيتها من مفردات الفصحى  استخدم الهجاء والسخرية في شعره لإصلاح مجتمعه وله الكثير من الأشعار في النقد السياسي والاجتماعي والعديد من الحكم التي لاتزال تردَّد على ألسنة المطربين وعامة الناس في سوريا ولبنان والعراق.
سما بالمرأة إلى أعلى حدود وقدّمها كثيرًا على ما كانت عليه في الشرق. تبارى مع أهمّ شعراء العتابا في زمنه. قصد البقاع وسكن بلدة دير الأحمر وكان يتنقّل بين لبنان وسورية وكان له محبّين و«بيت» في كل بلدة يزورها أحيى حفلات الأعراس ورثى في المآتم 
كان شاعر المناسبات والارتجال.
كان يتمتّع بجرأة وبسرعة بديهة عالية، سمحت له بتخليص نفسه من مواقف صعبة ومحرجة وأن يترجم الأحداث التي تجري أمامه إلى أبيات عتابا لا تزال الأجيال تتناقل بعضها إلى يومنا هذا. عاش زاهدًا، متجوّلًا، فقيرًا، وكان غريبًا في نمط حياته حيث كان يعتبر الحياة «مرقة طريق»، ولم تعن له الثروة شيئًا، بل عاش للشعر، ولم يقبض ثمن شعره من أحد تجنَّب التسجيلات الصوتية والكتابة، فكان شاعر الفطرة النقيّة نال اعجاب وتقدير وإشادة العديد من المفكرين والفلاسفة والأدباء والشعراء والفنانين، نذكر منهم على سبيل المثال لا الحصر: سعيد عقل، موسى زغيب، مالك طوق، الدكتور بولس طوق، أنطوان كرباج، يونس الابن، الدكتور منير رحمة، وإيلي صنيفر. وصفه الشاعر والفيلسوف سعيد عقل بـ «الملك بين زعماء فن العتابا» اشترك في بعض جوقات الـعتابا مثل جوقة بعلبك، جوقة بلبل البردوني (الياس صدقه) وجوقة الـعتابا وغنّى أشعاره أشهر المطربين والمطربات من مختلف البلاد العربية نذكر منهم على سبيل المثال لاالحصر وديع الصافي، صباح، مروان محفوظ، سمير يزبك، كاظم الساهر، نجوى كرم، جورج وسوفنشرت العديد من الكتب  والمجلات الزجلية متفرقات من شعره، لكن معظم أبياته ضاعت نتيجة النسيان والإهمال واللامبالاة  له ديوان «الياس النجّار نجّار العتابا» من جزأين، صدرا عامي 2003 و2007.
توفّي في الثالث من آذار عام 1986 أقيم له حفلة تكريم عام 1986 بحضور شخصيات اجتماعية لبنانية بارزة. خُصّص له عدد خاص في مجلّة كسروان عام 1986 لأنّه مثَّل أنتفاضة ثقافيّة كبيرة للعتابا والميجانا والشروقي والقصيد، ومنحه رئيس الجمهورية اللبنانية أمين الجميّل وسام الأرز الوطني الرفيع عام 1987.
ببيان صادر من وزارة الداخلية اللبنانية، تأسست جمعية «لجنة إحياء تراث الشاعر الياس النجّار» عام 2001 لجمع وتوثيق وتبويب ونشر إنتاج الشاعر الياس النجّار في جميع بلاد العالم  وضع له تمثال تذكاري في بلدة دير الأحمر عام 2004 وأقيم حفل إزاحة الستار عن هذا التمثال بحضور أهم شعراء وأدباء لبنان ولجنة جبران خليل جبران الوطنيّة  تأسّست أيضًا لتخليد ذكراه ونشر المزيد من نتاجه الشعري «لجنة تكريم الشاعر الياس النجّار»  أقيم له تمثال آخر في قرية العاقورة، لبنان عام 2008 وأزيح الستار عنه في حفلة برعاية وزير الثقافة والتعليم العالي تمام سلام وحضور العديد من أهمّ الشخصيات السياسية والثقافية اللبنانية 

## معلومات المراجع
- موسوعة الشعر العامي اللبناني، الجزء الأول. روبير خوري. منشورات صوت الشاعر 2008
- الياس النجّار الشاعر التائه. د. بولس طوق. مجلّة كسروان الفكريّة. عدد 58، حزيران 1986.
- الياس النجّار، نجّار العتابا. أنطوان مالك طوق. منشورات لجنة جبران الوطنيّة. لبنان 2003
- الياس النجّار بحر رحّال من الشعر. وهيب كيروز. مجلّة كسروان الفكريّة. عدد 58، حزيران 1986.
- الياس النجّار، نجّار العتابا، الجزء الثاني. بطرس كرم نصر الله. لجنة إحياء تراث الشاعر الياس النجّار. لبنان 2007
- الياس النجّار حقيقة وواقع. بطرس الفخري. مجلّة كسروان الفكريّة. عدد 58، حزيران 1986.
- أنا والسهر. موسى زغيب. بيروت، لبنان 1999
- الياس النجّار في جنونه ومجونه وفي زهده وهزئه. حميد أبي يونس. مجلّة كسروان الفكريّة. عدد 58، حزيران 1986.
- رماد العمر. جرجس كريدي. لبنان 2008
- الياس النجّار... فارس الارتجال وملك العتابا، جريدة الأنوار، 19 أيّار 2011
- الهجاء والسخرية في شعر الياس النجّار. لطيف القزح. مجلّة كسروان الفكريّة. عدد 58، حزيران 1986.
- الشاعر الياس حنا النجار وارتباطه بصيدنايا. الياس عازر. موقع صيدنايا الألكتروني. 14 آب 2015
- الشاعر الياس النجّار، جريدة النهار 14 كانون الأوّل 2003
- روحانيّة الياس النجّار. كمال الفخري. مجلّة كسروان الفكريّة. عدد 58، حزيران 1986.
- تاريخ الزجل اللبناني. أنطوان بطرس الخويري. دار الأبجديّة، مركز الاعلام والتوثيق. جونيه، كسروان، لبنان 2011
- الزجل اللبناني، منابر وأعلام. روبير خوري. منشورات صوت الشاعر. لبنان 2015
- روائع الزجل، أمين القاري، جروس برس، طرابلس – لبنان، 1998
- كروم الذهب. جرجس كريدي. لبنان 2012
- الزجل الشعبي اللبناني، أمين القاري، جروس برس، طرابلس – لبنان، 2005
- لماذا عدد خاص عن الياس النجّار. غادة عيد. مجلّة كسروان الفكريّة. عدد 58، حزيران 1986.